# Deutsche Gesellschaft für Medizincontrolling
Die Deutsche Gesellschaft für Medizincontrolling (DGfM) e. V. mit Sitz in Heidelberg und einer Geschäftsstelle in Hockenheim ist als wissenschaftliche Fachgesellschaft für Medizincontrolling vom Gemeinsamen Bundesausschuss anerkannt. Die gemeinnützige Fachgesellschaft wurde in Reaktion auf die Einführung der Diagnosebezogenen Fallgruppen – das sogenannte DRG-System – in der deutschen Krankenhausversorgung gegründet. 

## Ziele und Aufgaben
Ziele und Aufgaben der Gesellschaft sind der regelmäßige Informationsaustausch, die Fort- und Weiterbildung und die gemeinsame Erarbeitung von Problemlösungsstrategien im Medizincontrolling. Hauptaugenmerk ist es, dabei die Grundlage für eine ökonomisch verantwortliche Patientenversorgung auf hohem Niviea zu gewährleisten. Zudem geht es den Mitgliedern um eine inhaltliche und strukturelle Ausgestaltung des beruflichen Aufgabenfeldes des Medizincontrollings. Die Gründung der Gesellschaft im Herbst 2001 ging auf eine Initiative des späteren Ersten Vorsitzenden Sascha Baller zurück, der eine ähnlich ausgerichtete Arbeitsgruppe an der Berufsgenossenschaftlichen Unfallklinik Ludwigshafen geleitet hatte, in der sich Medizincontroller austauschten. 

### Struktur
Durch den multidisziplinären Ansatz stammen die meisten Mitglieder – bei weiterhin stark zunehmenden Mitgliederzahlen – aus im Medizincontrolling tätigen Ärzten, Pflegekräften, Kodierfachkräften, Medizinischen Dokumentationsassistenten (MD(A)s) sowie Betriebswirten aus Krankenhäusern und Krankenkassen. Hinzu kommen noch weitere Berufsgruppen, so z. B. Juristen und Berater des Gesundheitswesens. Die Gesellschaft bestand im Mai 2022 aus knapp 1200 Mitgliedern.
Die Fachgesellschaft besteht aus sechs Regionalverbänden und veranstaltet regelmäßig Fortbildungen für Mitglieder und Interessierte:
- Regionalverband Nord mit Sitz in Kiel
- Regionalverband Nordost mit Sitz in Berlin
- Regionalverband Mitteldeutschland mit Sitz in Halle/Leipzig
- Regionalverband Westdeutschland mit Sitz in Bochum
- Regionalverband Rhein-Neckar mit Sitz in Heidelberg
- Regionalverband Süddeutschland mit Sitz in München

Es bestehen Kooperationen mit der Schweizerischen Gesellschaft für Medizincontrolling (SGfM), dem Fachverband für Dokumentation und Informationsmanagement in der Medizin e. V. (DVMD), dem Deutschen Verein für Krankenhaus-Controlling e. V. (DVKC), dem Internationalen Controller Verein e. V. (ICV) und seit 2011 auch mit der Deutschen Gesellschaft für medizinische Informatik, Biometrie und Epidemiologie e. V. (GMDS).

#### FoKA (Fachausschuss für ordnungsgemäße Kodierung und Abrechnung)
Auf Bestreben der Mitglieder der DGfM wurde der Fachausschuss für ordnungsgemäße Kodierung und Abrechnung (FoKA) gegründet.  Der FoKA ist anerkanntes und viel zitiertes Organ, in dem sich Repräsentanten der Regionalverbände und kooperierender Gesellschaften zu strittigen Themen bei der Kodierung von Diagnosen und Prozeduren sowie der Abrechnung stationärer Behandlungsfälle im Krankenhaus positionieren. Der FoKA veröffentlicht Kommentierungen zu den Kodierempfehlungen des Medizinischen Dienstes und hat 30 Mitglieder, die sich bis zu sechs Mal im Jahr treffen und von einer Steuergruppe koordiniert werden.

#### Kongresse und Öffentlichkeitsarbeit
Seit ihrer Gründung hat die Gesellschaft regelmäßig einen Jahreskongress veranstaltet, das sogenannte „Herbstsymposium“, welches in den letzten Jahren in Frankfurt abgehalten wurde. Mit über 500 Besuchern ist das Herbstsymposium die größte Veranstaltung zum Thema Medizincontrolling, Krankenhauscontrolling und DRG-Management. 
Das Fachmagazin „KU Gesundheitsmanagement“ ist das offizielle Organ der Gesellschaft. Die Fachzeitschrift erscheint deutschlandweit monatlich in einer Auflage von 5809 Exemplaren, davon werden über 2000 Hefte im Abonnement verbreitet.

## Geschichte
2001 wurde die Fachgesellschaft gegründet. Unter dne Gründungsmetgliedern befanden sich fünf Ärzte (Sascha Baller, Christof Hofele, Steffen Gramminger, Gerrit Frühauf, André Michel), ein Betriebswirt (Maik Werner) und ein Jurist (Markus Jones). Die DGfM wurde somit noch vor Einführung der Diagnisis Related Groups in Deutschland gegründet. Schon bald nach Gründung gab es eine nennenswerte Anzahl von Mitgliedern im Osten der Republik, wodurch sich die Frage nach einer regionalen Strukturierung stellte. Im Jahre 2002 wurden die ersten beiden Regionalverbände, „Rhein-Neckar“ und „Mitteldeutschland“, ins Leben gerufen.  Hierauf folgten die Regionalverbände „Süddeutschland“ im Jahre 2003 sowie die Regionalverbände „West“ und „Nordost“ im Jahre 2007 und der Regionalverband „Nord“ 2009. Schwerpunkt der Regionalverbände ist die aktive Ausgestaltung eines interaktiven, kommunikativen und persönlichen fachlichen Austausches der Mitglieder in den entsprechenden Regionen. Mit dem Herbstsymposium führt die DGfM seit dem Jahre 2001 regelmäßig den größten deutschsprachigen Kongress zum Thema Medizincontrolling im Krankenhaus durch. Seit November 2011 findet die administrative Arbeit der DGfM in der Geschäftsstelle in Hockenheim statt.

### Kooperationen
Die erste Kooperation wurde im Jahre 2002 mit dem DVKC (Deutscher Verein für Krankenhaus-Controlling) e. V. beschlossen. Im selben Jahr entstand in Kooperation mit der Ruprecht-Karls-Universität Heidelberg ein Kurskonzept zum Thema Medizincontrolling, das bis zum Jahr 2020 über 40 mal durchgeführt wurde. Im Jahr 2013 wurde das gemeinsame Angebot der DGfM und der Heidelberger Universität um ein Spezialseminar zu Dokumentation, Kodierung und Abrechnung in Psychiatrie und Psychosomatik ergänzt. In den folgenden Jahren folgten Kooperationen mit der SGfM (Schweizerischer Verband für Medizincontrolling) e. V. 2006, sowie weitere Kooperationen mit dem DVMD (Deutscher Verband Medizinischer Dokumentare) e. V. im Jahre 2007, dem ICV (Internationaler Controller Verein) e. V. im Jahre 2008 und der gmds (Deutsche Gesellschaft für Medizinische Informatik, Biometrie und Epidemiologie) e. V. im Jahre 2008.

## Vorsitzende
- Sascha Baller und Christof Hofele (2001–2004)
- Sascha Baller und Joris Schikowski (2004–2007)
- Sascha Baller und Steffen Gramminger (2007–2009)
- Steffen Gramminger und Nikolai von Schroeders (2009–2015)
- Erwin Horndasch und Erika Raab (2015–2017)
- Nikolai von Schroeders und Erika Raab (2017–2022)
- Erika Raab und Dirk Hohmann (seit 2022)